# Васьков Іван Андрійович
Іва́н Андрі́йович Васько́в (1814, Чернігівщина — після 1889) — український художник.

## Життєпис
Навчався у Київському університеті. 1836 здобув звання учителя малювання і чистописання у повітових училищах. Викладав у Глухові, Чернігові, Кам'янці-Подільському, Києві.
У Кам'янці-Подільському викладав у чоловічій гімназії. Серед учнів — майбутній художник Микола Бурачек, який пізніше напише в спогадах про Васькова: «Мій перший вчитель поклав певні і тверді підвалини рисунка і пошану до нього. За пошану до рисунка, що на світанку моєї художньої діяльності заложив мені старий учитель, я йому вдячний».

## Твори
- Портрети генерала С. Маєвського (1837), М. Політковського (1840-ві).
- «Жіночий портрет» (1847).